# Казахские музыкальные инструменты
Казахские музыкальные инструменты — предметы, изготовленные для извлечения различных музыкальных и немузыкальных звуков. Изготавливались как в практических и религиозных целях (баксы, шаманы), так и для эстетических целей, развлечений, выражения чувств и т. д.
Некоторые музыкальные инструменты наделяются магическими свойствами. Например кобыз, которая является прародительницей многих смычковых музыкальных инструментов типа скрипки. Кобыз украшался перьями совы, кусочками зеркал. Другой музыкальный инструмент — дабыл — использовался в военных целях для подачи различных сигналов, в том числе сигналов тревоги и опасности.
У казахов не было деления по статусам на мужские или женские музыкальные инструменты. Использование музыкальных инструментов было массовым, особенно это касается домбры. Однако кобыз считался магическим и его использовали далеко не все. Наиболее известными казахскими музыкальными инструментами являются домбра, кобыз и жетыген. Возраст прародительниц превышает 4 000 лет. Так, в Алматинской области Казахстана, обнаружен наскальный рисунок с изображением музыкального инструмента и четырёх танцующих людей в разных позах. По исследованиям известного археолога К. Акишева, данный рисунок, на котором изображен музыкальный инструмент подобный домбре, датируется периодом неолита. Данный прототип домбры является одним из первых щипковых инструментов.

## Галерея

Казахские музыкальные инструменты
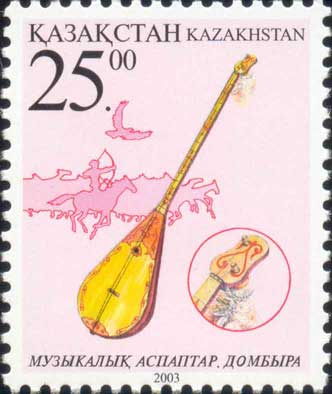
Домбра
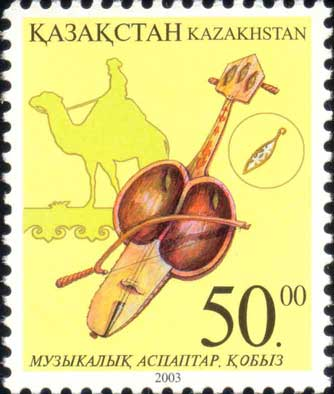
Кобыз
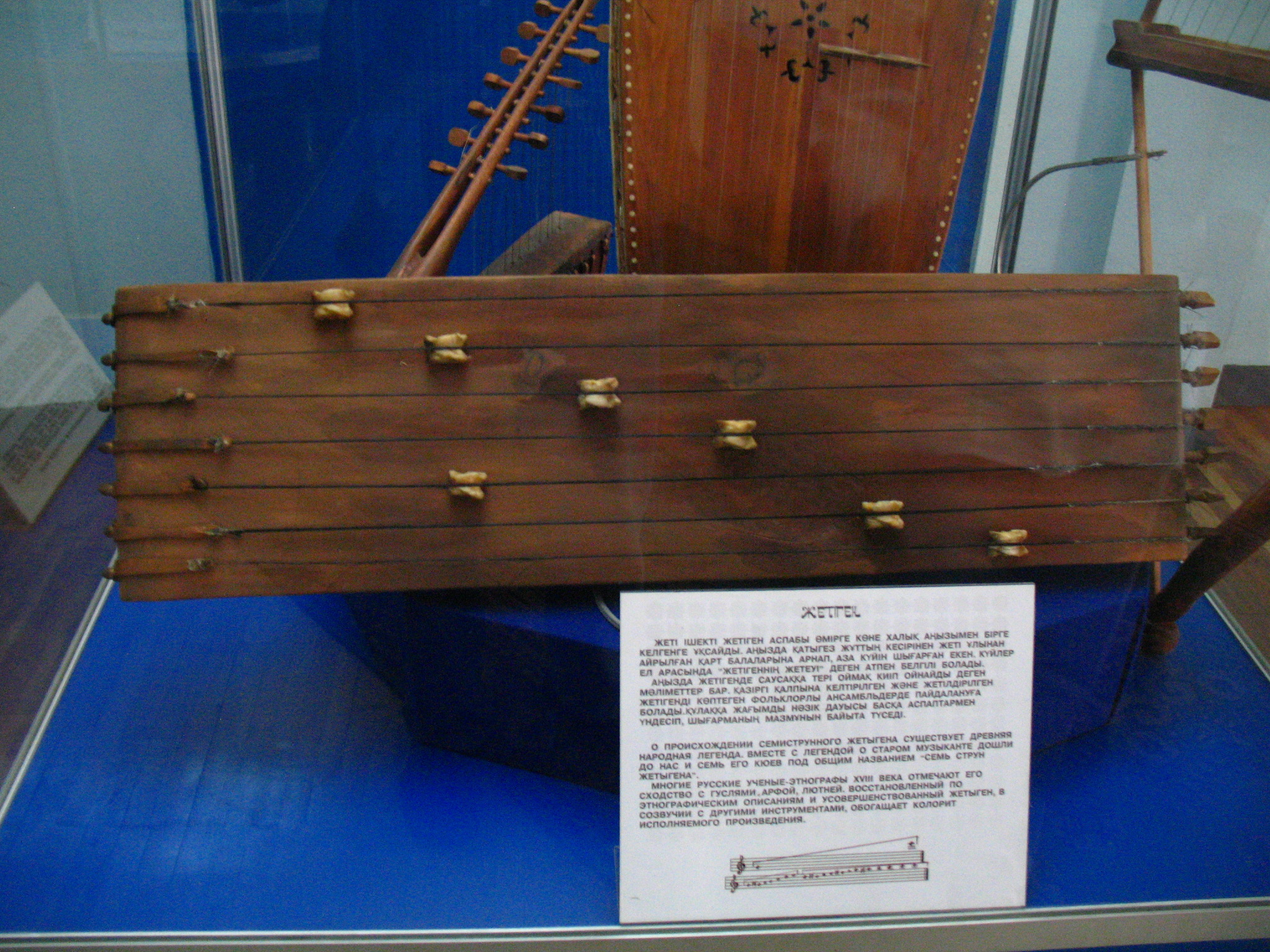
Жетыген